# Kanton Bordeaux-2

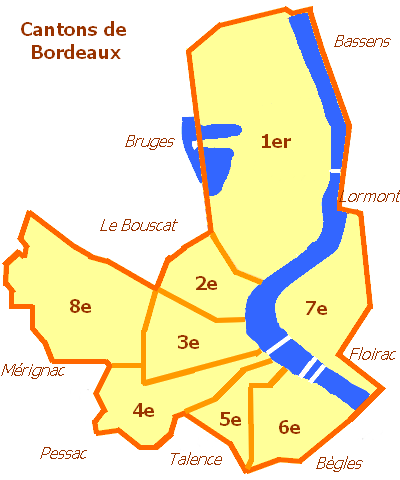
Kantons van Bordeaux 1973-2014

Kantons van Bordeaux vanaf 2015

Bordeaux-2 is een kanton van het Franse departement Gironde. Het kanton maakt deel uit van het arrondissement Bordeaux.
Het kanton omvat uitsluitend een deel van de gemeente Bordeaux.
Bij de herindeling van de kantons bij decreet van 20 februari 2014, met uitwerking op 22 maart 2015, werd het aantal kantons binnen Bordeaux verminderd van 8 naar 5 en de verdeling volledig herzien.